# 薛城区
薛城区是中華人民共和國山东省枣庄市所辖的一个市辖区，民国时期称临城县。不统计被枣庄市高新技术产业开发区代管的三个街道（兴仁街道、兴城街道、张范街道），薛城区总面积422.71平方公里。區人民政府駐永福中路2號。

## 歷史
民国时期，這裡被稱為临城縣。1945年8月至1948年11月，分属临城、峄县和枣庄办事处。
1952年9月，临城县改为薛城县。1956年3月撤销薛城县，今薛城西部、中北部划归滕县临城区，东部属峄县邹坞区，南部属峄县周营区。1960年1月峄县改称县级枣庄市，3月临城公社改属枣庄市。1962年始建薛城区，隶属枣庄市，区政府驻地薛城镇。
20世纪末和21世纪初，枣庄城市逐步向薛城发展。到了2004年，枣庄市政府从市中区搬迁至薛城区。

## 人口
2007年末，全区总人口41.69万，其中城镇人口17万人、农村人口26.9万人，人口密度为1088人/平方公里。
2020年，根據第七次全国人口普查數據顯示：薛城區户籍總人口50.03萬人，其中男性25.82萬人，女性24.21萬人。按年齡構成分，18歲以下12.40萬人，18-60歲29.1萬人，60歲以上8.54萬人。出生率9.22%，死亡率1.88%，自然增長率7.34%。

## 行政区划
薛城区下辖5个街道办事处、4个镇：
临城街道、兴仁街道、兴城街道、张范街道、常庄街道、沙沟镇、周营镇、邹坞镇和陶庄镇。

## 交通
- 京滬高速鐵路棗莊站
- 京沪铁路枣庄西站
- 枣临铁路枣庄东站

## 周邊景點
- 附近有枣庄市高新技术产业开发区，代管薛城区的三个街道（興仁街道、興城街道、張范街道）。
- 臨山公園，位於枣庄市薛城区矿建巷。
- 鐵道游擊隊影視城
- 鐵道游擊隊紀念園
- 鐵道游擊隊紀念廣場